# Шветцинген
Шве́тцинген (нем. Schwetzingen, пфальц. Schwetzinge) — город в Германии, в земле Баден-Вюртемберг.
Подчинён административному округу Карлсруэ. Входит в состав района Рейн-Неккар. Население составляет 21 789 человек (на 31 декабря 2010 года). Занимает площадь 21,62 км². Официальный код — 08 2 26 084.
Город подразделяется на 5 городских районов.
В городе находится Шветцингенский дворец (Schloss Schwetzingen), бывший летней резиденцией пфальцских курфюрстов. Его окружает большой парк (Schlossgarten) со множеством скульптур и построек, зарастающий весной черемшой.

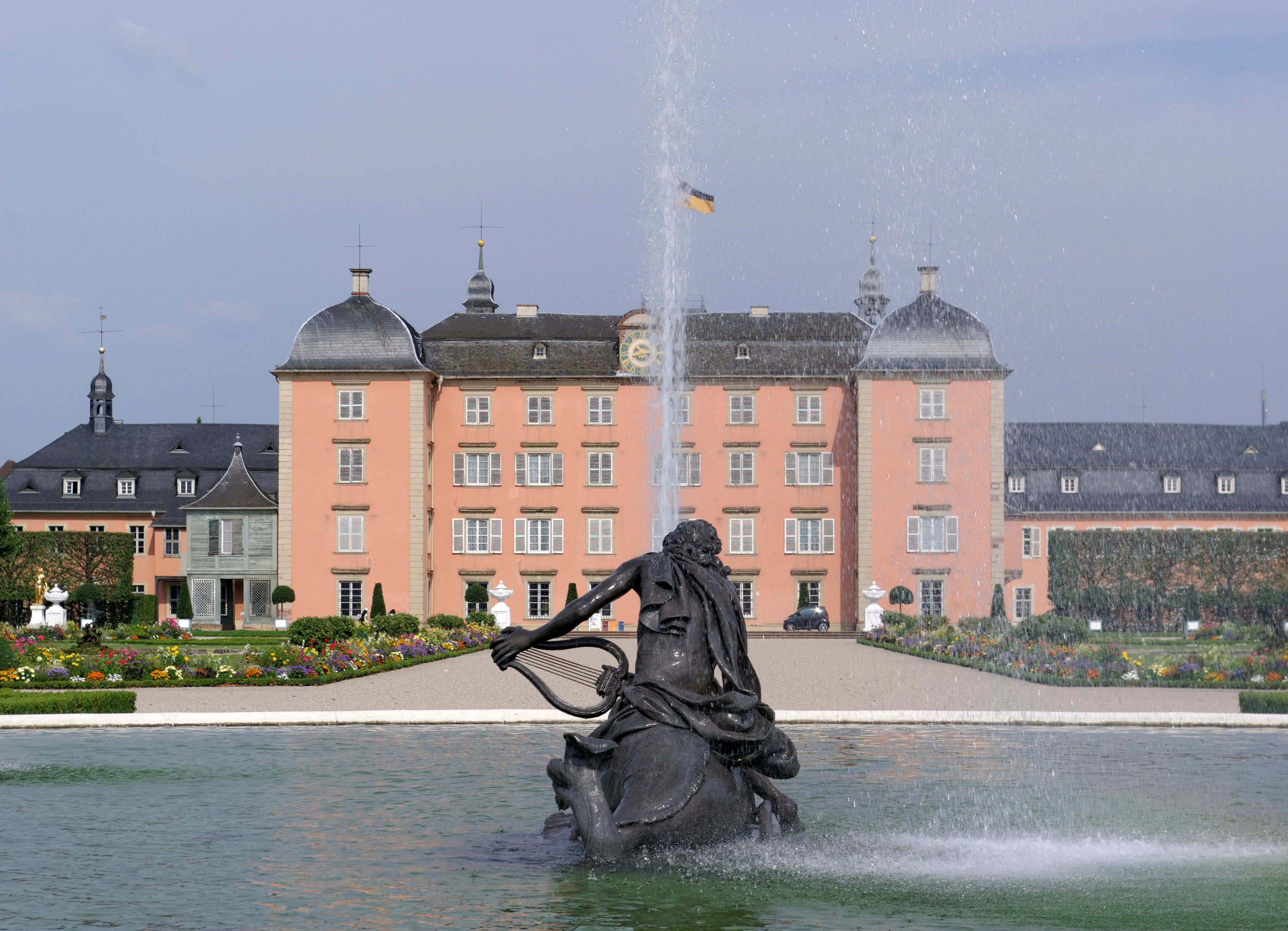
Замок Шветцингена (вид из парка)

Крестьянские хозяйства под Шветцингеном специализируются на выращивании столь любимой по всей Германии белой спаржи, за что город получил прозвище «спаржевый город». В 2018 году в Шветцингене отмечали 350-й юбилейный спаржевый сезон.